# 2015年10月香港

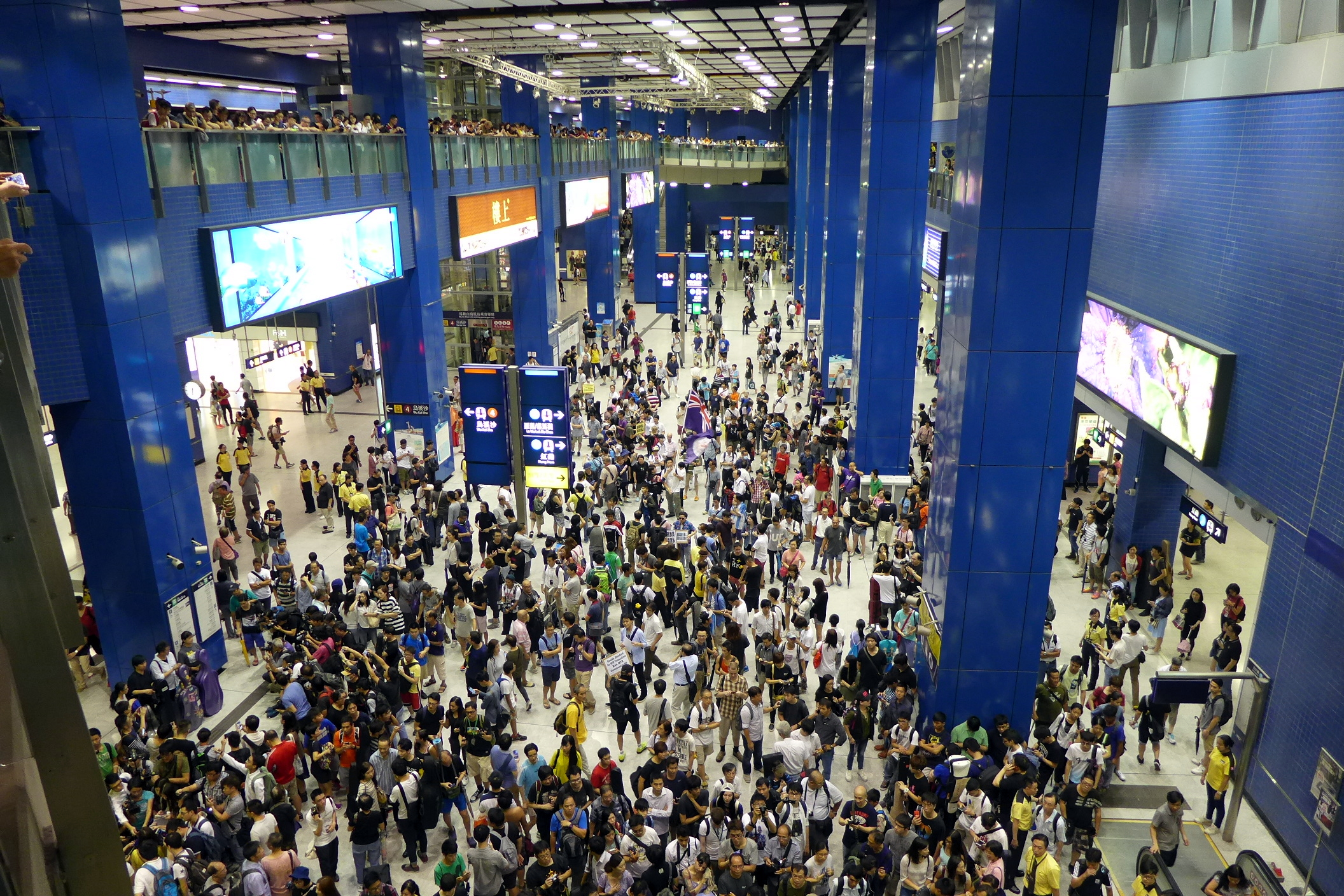
逾百市民於10月3日在大圍站大堂示威，抗議港鐵禁止攜帶大型樂器及縱容水貨客

## 10月1日
- - 十•一煙花歷時23分鐘，表演過後維港上空留下一道濃厚煙霧帶，環保署在多區錄得空氣污染物濃度爆升。中環晚上7時空氣中的致癌物二氧化硫濃度原本只有每立方米8.2微克，但至晚上10時放煙花後急升近4倍至38.1微克；旺角同一時段更急升6倍。製作煙花的公司認為煙花影響輕微。[1]
  - 海洋公園宣佈曾往四川參與繁殖計劃的大熊貓盈盈證實懷孕，料4至10天內分娩，將是本港誕下首隻本地出生的大熊貓寶寶。但園方在10月7日宣佈盈盈流產，胎兒已沒有心跳，結構不成型，甚至出現「被吸收」的情況，原因未明。[2][3]

## 10月3日
- 傍晚6時許，逾百市民於大圍站大堂示威，抗議港鐵禁止攜帶大型樂器及縱容水貨客，當中數十名為音樂人，分別㩦帶大型樂器如大提琴、結他、手風琴到場，成功入閘乘車。抗議亦吸引大批市民到場，對港鐵執法不一表示不滿，認為港鐵「放生」水貨客，部分更指罵港鐵職員。港鐵事務總監蘇家碧表示有關人士利用該場合，於車站範圍內作出不恰當及破壞行為，滋擾其他乘客，又對港鐵職員無理指控，影響車站整體運作，對此非常遺憾。[4]
- 坪石邨24小時營業的麥當勞分店揭發命案。一名疑經常到店內過夜婦人，早上被發現昏迷伏在角落一餐桌上，救護員接報趕至證實她已死亡。警員到場調查期間，職員用黑色膠布遮掩調查範圍，餐廳如常營業，食客如常進餐，座無虛席。警方初步調查無可疑，列作發現屍體案處理，死者身分及死因有待確定。[5]

## 10月4日
- - 香港大學數名校委早前被指以法律學院前院長陳文敏資歷不足等原因為由，否決他出任副校長。港大法律學院罕有發表聲明，聲明指陳文敏在香港法律界地位崇高，有幸得他掌舵法律學院，而陳備受同事認同及尊重，是基於其優秀領導及管理才能。[6]
  - 有媒體報道，郵政署9月曾分別約見及諮詢長春社及民間組織「郵筒搜索隊」，建議將舊殖民地郵筒上的英國皇室徽號遮蓋，劃一套上香港郵政的蜂鳥標誌，以便市民識別。兩組織均表示強烈反對。[7]

## 10月5日
- - 前行政長官曾蔭權被廉署正式落案起訴兩項公職人員行為失當罪，為歷來被控的最高級官員。他被指在任期間批出香港數碼廣播的牌照申請時，向行政會議隱瞞他向DBC股東租用深圳豪宅，並在考慮特區授勳提名時，隱瞞其中一名被提名人是豪宅單位的設計師。案件將於高院審訊。曾蔭權回應指問心無愧，深信法庭會還他清白。[8]
  - 國際足協就世界盃外圍賽香港主場對卡塔爾賽事，球迷兩種不當行為，包括有香港球迷噓國歌及故意投擲雜物於球場內，判香港足總罰款約4萬港元，並警告將來比賽絕對不能再犯相關行為，否則將面臨更嚴重處罰。[9]
  - 香港警務處設立facebook專頁，警察公共關係科總警司許鎮德，以虛擬動畫角色在「4點鐘新聞」登場，強調日後會在fb介紹警方最新消息，吸引大批市民留言。不過同時呼籲，如有內容負面、不雅、涉嫌干犯香港法例的留言，都將會被剷除。需承受刑事後果。[10]

## 10月6日
香港大學百年來首次在校內進行的沉默遊行，2,000名師生由新落成的百周年校園起步，穿過大學街，步行到百年前港大立足的本部，向校務委員會表明，港大人不接受該會否決泛民學者陳文敏出任副校長。

## 10月8日
一名消防新丁在2014年於尖沙嘴消防局當值期間，被多名同袍強行脫去褲子手淫，事主遭性侵後一度萌生自殺念頭，直至今年10月6日終報警。警方西九龍總區重案組帶走8名消防員助查。事發後，有消防員揭發同類欺凌事件，包括有人被同袍用忌廉蛋糕塞肛門，圍觀的人哄笑無阻止，並用手機拍片。涉案的消防員於10月10日起停職。

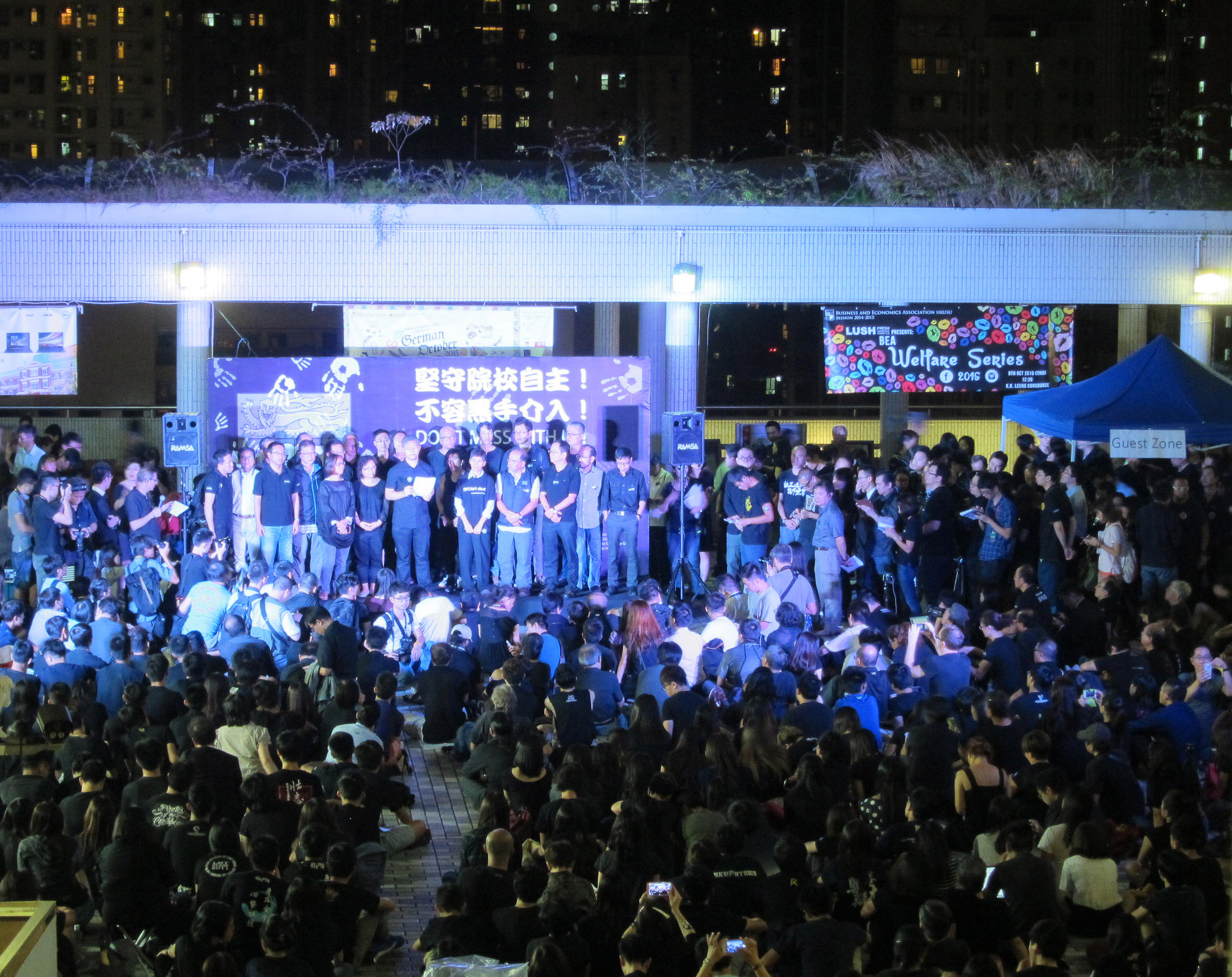
10月9日，港大學生會、港大校友關注組、港大教師及職員會，聯同18個民間團體，晚上在港大中山廣場穿黑衣集會及舉辦論壇

## 10月9日
- - 政府刊憲公布任嶺南大學新校董任命。包括反佔中律師陳曼琪，以及曾批評嶺大學生唱粗口歌、要求解散學生會的律師會前會長何君堯。嶺南大學學生會幹事會表示對任命感震驚。[13]
  - 港大學生會、港大校友關注組、港大教師及職員會，聯同18個民間團體，晚上在港大中山廣場穿黑衣集會及舉辦論壇，向干預學術自由的「政治黑手」說不，大會指現場近4,000人出席。[14]

## 10月12日
- - 大埔馬窩村定慧寺的女住持釋智定被揭發兩度與內地和尚假結婚，協助對方來港取得香港身分證留港居住，同時亦被指管理寺院帳目混亂，披露事件的前藝人翁靜晶表示，由今年3月至上月籌款期間，估計下落不明的善款約30萬至50萬元。[15]
  - 學民思潮召集人黃之鋒申請司法覆核，挑戰年滿二十一歲才可參選香港立法會地區直選的規定，要求降至十八歲，與選民登記年齡看齊。他表明若官司得直，不排除參選明年立法會選舉。[16]

## 10月13日
- - 香港金融管理局表示有七間銀行發行的非接觸式信用卡有保安漏洞，可以經手機盜取個人資料，包括用戶全名和卡面資料。當局已要求有關銀行暫停發行相關信用卡，並要盡快通知受影響客戶、查明原因、採取補救行動，包括回收及更換有關的信用卡。[17]
  - 港鐵完成放寬攜帶大型行李的諮詢，宣佈下月起推出試驗計劃，乘客預先登記後，在非繁忙時間可以帶大型樂器乘搭港鐵。[18]

## 10月15日
- - 警方正式落案起訴涉嫌在佔領運動期間毆打曾健超的七名警務人員，各被控一項有意圖而導致他人身體受嚴重傷害罪；其中一名警員加控一項普通襲擊罪。同日曾健超遭警方落案起訴一項襲警，涉及11名警員，及四項抗拒正在執行職務的警務人員罪。律政司司長袁國強聲稱為公平起見，刻意安排同日起訴及同日提堂。[19]
  - 香港郵政宣佈由元旦起加郵費，加費主要以重整郵費結構方式進行，本地、空郵及平郵最低郵費會維持不變，但郵件將按尺寸重量分類，較大及較重郵件都會加費以收回處理成本，平均加幅為6.2%。[20]

## 10月16日
- - 立法會否決引用權力及特權條例，調查公屋食水含鉛超標事件。政務司司長林鄭月娥總結發言時指出，食水含鉛事件發生後，有人提出過分、不合理要求，包括要求政府全邨驗水。她指摘泛民將事件政治化，強迫落區官員飲鉛水，更聲稱自己「官到無求膽自大」，甘冒被批護短風險，也要為公僕討回公道。有議員批評林鄭發言具挑釁性。[21]
  - 瑪嘉烈醫院發生嚴重醫療事故。一名58歲男病人因敗血病休克入院，院方為他處方強心藥，並轉送深切治療部治理，其間需接駁呼吸機。惟護士調整呼吸喉配件後，忘記重新開啟呼吸機，病人缺氧一分鐘後一度心跳停頓，入院僅一日延至周四晚不治。[22]

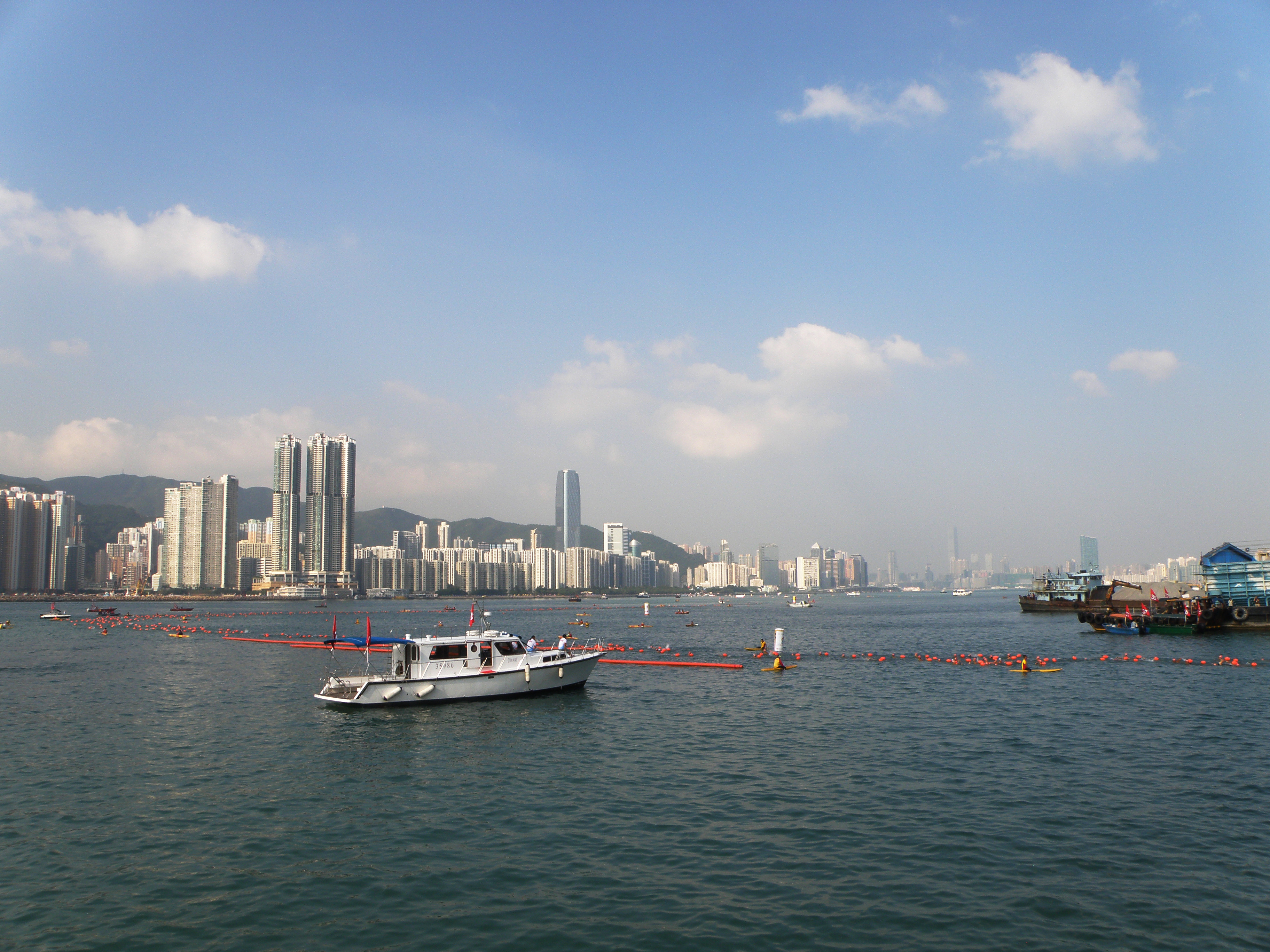
第5年復辦的維港渡海泳，多人被指偷步而被取消成績

## 10月18日
國際盛事維港渡海泳第5年復辦，男女子公開賽多名選手涉嫌集體偷步，賽後被取消排名資格，包括多屆冠軍泳手兼港隊代表陳安怡。她賽後向傳媒投訴，指起步前已有大批泳手游出起步點，大會卻沒制止。她賽後向在場記者投訴期間，受到多名大會公關多次阻撓採訪，最後在眾目睽睽之下被拉走。兩位被取消資格的港隊代表都聲言或不再參加。賽事籌委會承認安排有不足之處，會商討明年作出改善。

## 10月20日
- - 內地旅客在紅磡珠寶店被打案，中拳倒地的黑龍江男子傷重不治，警方改列誤殺案，拘捕兩名涉嫌出手的疑兇，分別是一名本港持牌導遊及內地領隊。國家旅遊局開腔表示高度重視事件，責成港方查明原因。[24]
  - 獲發免費電視牌照的香港電視娛樂宣佈新台名為ViuTV，將於明年4月經數碼地面電視頻道99台廣播，交接明年4月1日免費牌照屆滿的亞視。該台首六年則會投資十三億，將製作一系列娛樂及話題性節目，同時也會搜羅全球體壇盛事、各地劇集和資訊節目等，新聞部則會跟Now TV合作。[25]

## 10月21日
- - 由公共醫療醫生協會發起的靜坐抗議行動，下午於伊利沙伯醫院舉行，1,300名醫生身穿白袍出席及高舉「怒」字撐場，不滿醫管局拒絕跟隨高級公務員加薪3%。[26]
  - 有家長成立網上群組，爭取取消小三全港性系統評估TSA。發起人表示不少學校因為TSA強迫學生操練，安排頻密補課及做練習，影響學生的學習興趣。[27]

## 10月22日
2011年六四集會警方人流管理混亂，同年8月女商人企圖向訪港的時任國家副總理李克強請願被捕，監警會經過4年調查發表報告，並公佈另外兩宗涉公眾活動的投訴調查報告。僅1項指控獲證明屬實，其餘被裁定「無法證實」、「無法追查」、「並無過錯」。投訴人均不滿結果，指監警會審查無法律約束力，公眾不要抱有期望。

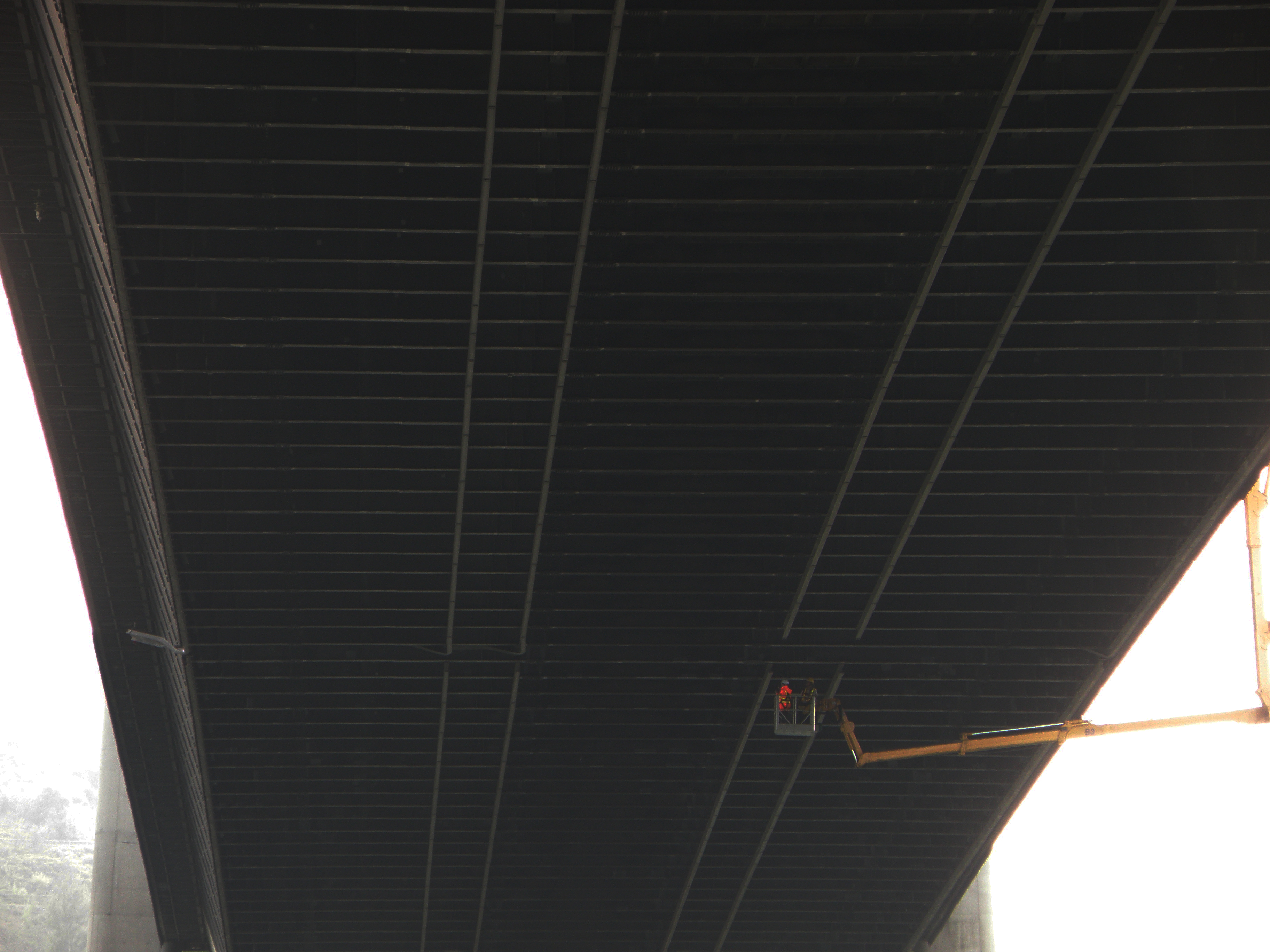
橋底受損情況

## 10月23日
- - 青嶼幹線自1997年啟用以來第一次全線封閉。晚上一艘船駛經汲水門大橋下水域時懷疑碰到橋底，觸動感應器警報。青馬橋管理公司按指引封閉青馬大橋及汲水門大橋全線作緊急安全檢查，其間來往機場陸路交通完全癱瘓，港鐵東涌綫及機場快線亦暫停服務，令大嶼山對外陸路交通一度完全癱瘓近2小時，市民只能依賴渡輪服務出入大嶼山。及後路政署人員經檢查證實大橋結構安全，青嶼幹線始恢復通車。[29]

## 10月25日
載有163名乘客及11名船員的噴射飛航噴射船「海皇星」號，傍晚由澳門回港途中，在大嶼山小鴉洲附近撞到不明物體，共有130人受傷，包括60男及70女（年齡介乎6歲至86歲），其中5人危殆，8人嚴重，40人穩定。由於傷者眾多，當局出動直升機到場載走多名受重傷的乘客，加上現場風浪很大，傷者要分批乘水警輪及消防船回岸再分流送院。救援行動歷時近5小時。

## 10月26日
- - 無綫電視前業務總經理陳志雲和前經理人叢培崑涉貪案，律政司上訴得直。上訴庭指示原審法庭裁定2人收受利益罪成，區域法院將於11月23日再提堂。[31]

## 10月27日
- - 沙田翠湖花園2.6億元維修工程圍標案，涉案工程公司前東主丘瑞田，於區域法院承認4項串謀向代理人提供利益罪，涉款共逾4,500萬元。辯方申請將案押後至12月。[32]
  - 大嶼山港珠澳大橋地盤發生奪命工業意外，一名工人遭由吊臂運送、載有風煤樽的大鐵籠擊中重傷昏迷，但工友疑情急未有報警，自行將傷者送往北大嶼山醫院，再由救護車轉送瑪嘉烈醫院搶救，惟終告不治。[33]
  - 運輸及房屋局長張炳良指，最新的公屋申請人數達28.4萬人，輪候時間由2015年6月的3.4年，延長至約3.6年。[34]

## 10月28日
香港大學副校長任命事件會議錄音外洩，商業電台節目《在晴朗的一天出發》發布疑似9月香港大學校委會內，委員李國章反對法律學院前院長陳文敏出任副校長的錄音內容，校委會主席梁智鴻對事件表示震驚及強烈譴責；港大即時報警，事件交由重案組跟進。教育局亦發聲明強烈譴責事件。港大於10月30日向法庭取得臨時禁制令，禁止曾發布兩段校委李國章及紀文鳳錄音的商業電台，及其他相關人士發布或披露校委會錄音、議程及任何相關文件。